# Eva Maria Hammelmüller
Eva Maria Hammelmüller (* 2. Mai 2000 in Haag) ist eine österreichische Sportkletterin, die sowohl beim Felsklettern als auch bei Wettkämpfen erfolgreich ist. Sie ist regierende Staatsmeisterin der olympischen Kombination und ist im November 2020 ihre erste Route im Schwierigkeitsgrad 8c+ geklettert.

## Leben
Die Matura legte Hammelmüller 2018 im Stiftsgymnasium Seitenstetten ab. Aktuell ist sie Sportsoldatin des Heeressportzentrums beim Österreichischen Heeressportverband, studiert Lehramt Englisch und Sport an der Universität Innsbruck und trainiert als Mitglied des Nationalkaders im Kletterzentrum Innsbruck als Stützpunkt. In ihrem Trainerteam befinden sich Kilian Fischhuber, Katharina Saurwein und Hannes Brunner.

## Karriere
Eva Hammelmüller hat mit sechs Jahren das Klettern als Leidenschaft entdeckt. In ihrer Heimatstadt Haag wurde sie von Beginn an gefördert, nicht zufällig stammen auch weitere Spitzenkletterinnen wie Jessica Pilz und Laura Stöckler von dort. Seit ihrem achten Lebensjahr nimmt Hammelmüller an Kletterwettkämpfen teil.
Im Jahr 2016 war Eva Hammelmüller in der Kategorie Jugend A (U18) mit zweimal Gold bei den Europameisterschaften (Lead, Kombination) und dem Gesamtsieg im Jugendeuropacup (Lead) erfolgreich.
In der allgemeinen Klasse erzielte sie im Jahr 2020 sowohl beim Bouldern als auch im Vorstieg bei den Bewerben der Austria Climbing Summer Series weitere Erfolge. Zudem gewann sie bei den Staatsmeisterschaften mit Silber im Lead sowie Bronze im Bouldern.
Im November 2020 gelang ihr die erst fünfte Begehung der Route Tunnelblick (8c+) im Klettergarten Achleiten in Tirol. Für den Boulder Sundance Sit (Fb. 8a+) nahe Innsbruck reichten ihr zwei Versuche, damit konnte sie zwei Boulder in diesem Schwierigkeitsgrad verbuchen.

## Erfolge (Auszug)

### Wettkämpfe Jugend
- 1. Platz Europameisterschaft 2016 Lead, Jugend A[15]
- 1. Platz Europameisterschaft 2016 Kombination, Jugend A[9]
- 1. Platz Gesamteuropacup 2016 Lead, Jugend A[9]
- 3. Platz Europameisterschaft 2016 Bouldern, Jugend A[16][17]
- 4. Platz Weltmeisterschaft 2016 Bouldern, Jugend A[18]
- 3. Platz Europameisterschaft 2018 Kombination, Juniorinnen[19]
- 3. Platz Gesamteuropacup 2017 Lead, Jugend A[20]
- 2. Platz Gesamteuropacup 2019 Lead, Juniorinnen[21]
- 5. Platz Weltmeisterschaft 2019 Combined, Juniorinnen[22]
- 2. Platz Europameisterschaft 2019 Combined, Juniorinnen[23]

### Wettkämpfe Allgemeine Klasse
- 14. Platz Europameisterschaft 2019 Bouldern[24]
- Österreichische Staatsmeisterin 2020 Kombination[2]
- 2. Platz Österreichische Staatsmeisterschaften 2020 Lead[25]
- 3. Platz Österreichische Staatsmeisterschaften 2020 Bouldern[26]

### Routen
- Mai 2020: Dünnes Eis (8c), Maltatal
- Mai 2020: Erkenntnis (8c), Ötztal
- Juni 2020: Erstbegehung von Covid-20 (8c), Weyer Neu
- Juni 2020: Walhalla (8c), Maltatal
- Juli 2020: Passport to Honesty (8c), Ötztal
- September 2020: Gondor (8c), Ötztal
- Oktober 2020: Terra Piatta (8b+/c), Arco
- Oktober 2020: Zero Tolleranza (8c), Arco
- November 2020: Tunnelblick (8c+), Achleiten, Tirol[3]

### Boulder
- Dezember 2019: The Arete With the Pocket (Fb. 8a), Ticino, Schweiz
- Februar 2020: Individuum (Fb. 8a+), Ginzling im Zillertal, Tirol
- November 2020: Sundance Sit (Fb. 8a+) im zweiten Versuch, Ginzling Wald, Tirol[13]